# Flond
Flond är en ort och tidigare kommun i regionen Surselva i kantonen Graubünden, Schweiz. 2008 blev den en del av den nya kommunen Mundaun som i sin tur blev en del av kommunen Obersaxen Mundaun år 2016.